# Marco Hirschberger
Marco Hirschberger (* 26. März 1996 in Weiz) ist ein österreichischer Eishockeyspieler, der seit 2012 bei den EC Graz 99ers aktiv ist und seit der Saison 2013/14 auch im Profikader mit Spielbetrieb in der Österreichischen Eishockey-Liga steht.

## Karriere
Hirschberger begann seine Karriere als Eishockeyspieler bei seinem Heimatverein den Weiz Bulls und kam im Jahre 2012 als Nachwuchsspieler zu den 99ers nach Graz, wo er anfangs in der U-18-Mannschaft mit Spielbetrieb in der EBJL eingesetzt wurde. Bereits in seinem ersten Jahr beim neuen Klub konnte er neben der Auszeichnung als punktbester U-17(U-18)-Torschütze mit 109 erreichten Scorer-Punkten auch noch mit dem U20-Team den österreichischen U20-Staatsmeistertitel entgegennehmen, obwohl er selbst nur in verhältnismäßig wenigen Partien zum Einsatz gekommen war. Dies änderte sich allerdings mit der folgenden Saison 2013/14, in der er nicht nur im U18-Kader stand, sondern es auch auf 23 Einsätze in der österreichischen U20-Liga, der EBYSL, brachte. Seine Leistung wurde auch vom Profiteam wahrgenommen, weshalb er es noch in dieser Saison zu seinem Profidebüt in der höchsten österreichischen Eishockey-Liga brachte. Auch in der Spielzeit 2014/15 steht der gebürtige Weizer im Profiaufgebot des EC Graz 99ers, wobei er bis dato (Stand: 26. November 2014) allerdings zu keinem Einsatz in der laufenden Saison kam. Stattdessen agierte er bereits offensiv sehr stark im U20-Team des Vereins, für das er es in 24 Ligaspielen auf zehn Treffer und zwölf Vorlagen brachte, ehe er Anfang des Jahres 2015 auf Leihbasis nach Kapfenberg zu den Kapfenberg Steelers wechselte.

## Erfolge und Auszeichnungen
- Punktebester U17(U18)-Torschütze: 2012/13 mit 109 Scorer-Punkten
- Österreichischer U20-Staatsmeister: 2012/13 mit den Graz 99ers

## Karrierestatistik
(Stand: 7. August 2015)
(Legende zur Spielerstatistik: Sp oder GP = absolvierte Spiele; T oder G = erzielte Tore; V oder A = erzielte Assists; Pkt oder Pts = erzielte Scorerpunkte; SM oder PIM = erhaltene Strafminuten; +/− = Plus/Minus-Bilanz; PP = erzielte Überzahltore; SH = erzielte Unterzahltore; GW = erzielte Siegtore; 1 Play-downs/Relegation; Kursiv: Statistik nicht vollständig)